# Marcel Gobillot
Pour les articles homonymes, voir Gobillot.

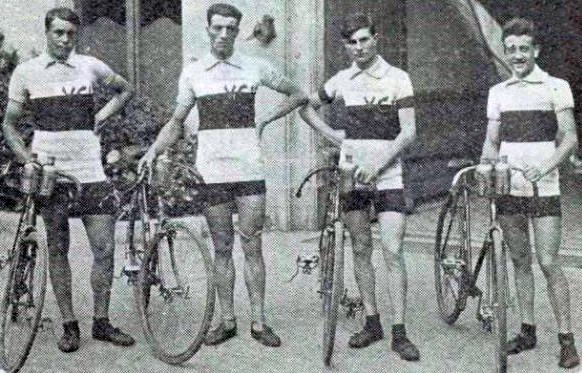
L'équipe de France championne olympique de la course par équipe cycliste sur route (G. à D. Canteloube, Detreille, Souchard et Gobillot).

Marcel René Gaspard Gobillot, né le 3 janvier 1900 à Paris 19e et mort le 12 janvier 1981 à Montreuil-sous-Bois (Seine-Saint-Denis), est un coureur cycliste français.

## Biographie
Il s'est illustré dans les épreuves sur route, notamment en remportant la médaille d'or par équipes aux Jeux olympiques d'été de 1920 aux côtés de Fernand Canteloube, Achille Souchard et Georges Detreille.
Il a également créé le CV Paris 19e.

## Palmarès
- 1919
  - 2e du Circuit du Finistère
- 1920
  -  Champion olympique sur route par équipes (avec Fernand Canteloube, Georges Detreille et Achille Souchard)
  - 3e du championnat de France militaires sur route
- 1921
  - 2e de Paris-Évreux
  - 2e du championnat de France militaires sur route
  - 9e du championnat du monde sur route amateurs
- 1922
  - 2e de Paris-Évreux
- 1924
  - 2e de Paris-Bourges
- 1926
  - 3e de Paris-Strasbourg
- 1927
  - 2e de Paris-L'Aigle
- 1928
  - 3e de Paris-Hénin Liétard
- 1929
  - 3e de Paris-Contres
  - 3e de Paris-Limoges
  - 3e de Paris-Somain
- 1931
  - 3e du Tour de Corrèze